# Cérilly (Allier)
Cérilly település Franciaországban, Allier megyében. Lakosainak száma 1312 fő (2022. január 1.). Cérilly Le Brethon, Couleuvre, Isle-et-Bardais, Saint-Bonnet-Tronçais, Theneuille és Le Vilhain községekkel határos.

## Népesség
A település népességének változása:
| Lakosok száma | 1958 | 1820 | 1591 | 1407 | 1322 | 1316 | 1311 | 1305 | 1305 | 1312 |
|               | 1968 | 1982 | 1990 | 2006 | 2013 | 2015 | 2017 | 2019 | 2020 | 2022 |